# Petero Tuwaï
Pas d'image ? Cliquez ici

a Compétitions nationales et continentales officielles uniquement.

Dernière mise à jour le 9 août 2024.
Petero Tuwaï, né le 12 octobre 1995 à Sorokoba (en) (province de Ba, Fidji), est un joueur fidjien de rugby à XV, évoluant principalement au poste de centre.
Il évolue au RC Suresnes en Nationale depuis 2022.

## Biographie
Petero Tuwaï est né dans le village de Sorokoba (en), dans la province de Ba aux Fidji. Il est élevé par sa mère seule, après le décès de son père lorsqu'il est âgé de 12 ans. Il est le neveu de Vilimoni Delasau, l'ancien international fidjien de rugby à XV et à sept.
Il commence à jouer au rugby avec le club de Sorokoba dans le championnat régional de Ba,. Il représente également la province de Ba lors du Vanua Championship à partir de 2013. Il joue avec cette équipe jusqu'en 2018.
En 2018, il est sélectionné avec le Vanua XV, une sélection des meilleurs joueurs du Vanua Championship, pour aller disputer une tournée en Nouvelle-Zélande,. Il affronte avec son équipe le New Zealand Heartland XV (en), et perd largement la rencontre sur le score de 60 à 0.
L'année suivante, il quitte Ba pour rejoindre la province de Rewa en Skipper Cup,. Il dispute également des tournois nationaux de rugby à sept, sous les couleurs de diverses équipes locales,.
Au début de l'année 2020, il rejoint la Nouvelle-Zélande et le club amateur du Mackenzie RFC, basé à Fairlie, et évoluant dans le championnat régional de South Canterbury. Avec son club, il s'impose comme un titulaire au poste de premier centre, et parvient jusqu'aux demi-finales de la compétition,,. Tuwaï termine la compétition meilleur marqueur ex æquo, avec neuf essais inscrits.
Grâce à ses performances en club, il est retenu dans l'effectif de la province de South Canterbury pour la saison 2020 de Heartland Championship. Il joue deux matchs lors de la compétition, tous comme remplaçant,.
En 2021, il change de club pour rejoindre le Southern RFC, engagé dans le championnat amateur de la région de Canterbury,.
En août 2021, il obtient son premier contrat professionnel lorsqu'il s'engage pour une saison avec le club français du RC Toulon en Top 14,. Ce transfert fait suite à une recommandation de son compatriote Sireli Bobo auprès de l'entraîneur de Toulon Patrice Collazo, et la volonté du club varois de trouver un joueur pour compenser l'absence de Gabin Villière. Tuwai fait ses premières apparitions sous les couleurs toulonnaises en rugby à sept, lors de la troisième étape du Supersevens 2021, disputée le 28 août 2021 à La Rochelle. Il joue quatre matchs, et inscrit deux essais lors du tournoi. Un peu plus d'un mois plus tard, il joue son premier match de Top 14 avec le RCT lorsqu'il est titularisé au centre à l'occasion d'un déplacement à Castres,. Il s'agit cependant de l'unique match que Tuwai dispute avec le club varois. À la recherche de plus de temps de jeu, il est mis à l'essai quelques jours par le club de Montauban, évoluant en Pro D2, en février 2022. Cet essai sera néanmoins non-concluant, et ne débouche sur aucun contrat.
Non-conservé par le RC Toulon en juin 2022, Tuwai s'engage alors avec le RC Suresnes en Nationale (troisième division) pour la saison 2022-2023,. En mai 2024, après deux saisons pleines avec le club francilien, il prolonge son contrat jusqu'en 2026.